# Марк Юній Пера
Марк Юній Пера (лат. Marcus Iunius Pera, ? — після 216 до н. е.) — політичний, державний та військовий діяч Римської республіки, консул 230 року до н. е., учасник Другої Пунічної війни.

## Життєпис
Походив з роду нобілів Юніїв. Син Децима Юнія Пера, консула 266 року до н. е. 
У 230 році до н. е. його було обрано консулом разом з Марком Емілієм Барбулою. Під час своєї каденції з перемінним успіхом воював проти лігурів.
У 225 році до н. е. його було обрано цензором разом з Гаєм Клавдієм Центоном. 
У 216 році до н. е. після поразки римлян під Каннами його було призначено диктатором. Енергійно прийнявся за справу — досить швидко зумів довести армію до 25 тисяч вояків. У своїй політиці продовжив тактику попередника Квінта Фабія Максима — намагався не давати генерального бою Ганнібалу, вимотуючи сили супротивника. Втім такі дії викликали невдоволення частини сенату і плебсу. Тому Марка Юнія було відкликано до Риму, де наказано скласти повноваження і провести вибори консулів. 
Після цього Марк Юній вже не займав значних посад, зосередився на діяльності у сенаті. Подальша доля його невідома.